# Московський резервний фронт
Моско́вський резе́рвний фронт — оперативно-стратегічне об'єднання радянських військ з 9 до 12 жовтня 1941 у Другій світовій війні.

## Історія
Московський резервний фронт сформований 9 жовтня 1941 року на підставі директиви Ставки ВГК від 9 жовтня 1941 року на базі Можайської оборонної лінії у складі Волоколамського, Можайського, Малоярославецкого і Калузького укріплених районів. У складі фронту була сформована 5-та армія.
12 жовтня 1941 року для кращого об'єднання дій на західному напрямку Московський резервний фронт на підставі директиви Ставки ВГК від 12 жовтня 1941 року увійшов до складу Західного фронту.

## Військові операції

### Стратегічні операції
- Московська оборонна операція (1941)

## Командування

### Командувачі
- генерал-лейтенант П. А. Артемьєв (9 — 12 жовтня 1941);

### Член Військової ради
- дивізійний комісар Телегин К. Ф. (весь час);

### Начальник штабу
- генерал-майор Кудряшев А. І. (весь час).